# Holoplocamus
Holoplocamus is een geslacht van weekdieren uit de klasse van de Gastropoda (slakken).

## Soort
- Holoplocamus papposus Odhner, 1926